# Ochthocharis decumbens
Ochthocharis decumbens är en tvåhjärtbladig växtart som beskrevs av George King. Ochthocharis decumbens ingår i släktet Ochthocharis och familjen Melastomataceae. Inga underarter finns listade i Catalogue of Life.